# Konstadinos Karapanos
Konstadinos Karapanos (grec: Κωνσταντίνος Καραπάνος)  (Arta, 4 de març de 1840 - Atenes, 22 de març de 1914) també en l'ortografia Constantinos Carapanos, fou un banquer, polític i arqueòleg aficionat grec.
Va estudiar en els gimnasos de Ioànnina i Corfú, i a la universitat d'Atenes, fins a doctorar-se en dret, ingressant després en la carrera diplomàtica com a agregat de l'ambaixada turca a París. Casat amb una filla del banquer grec Zografos, van fundar junts una casa de banca que els successos d'Orient del 1876 els van obligar a liquidar, però no sense que hagués realitzat empreses tan importants com la implantació de diverses línies de tramvies a Constantinoble.
Membre del Consell Superior laic del patriarcat ecumènic, va prendre una part activa en la gestió d'assumptes referents als territoris grecs sotmesos encara al domini turc, principalment en tot allò tocant a la fundació d'escoles. Els tractats de Sant Stefano i de Berlín de 1878 van canviar completament la condició del seu país i la seva pròpia, havent contribuït molt, per les seves relacions personals amb els diplomàtics que van negociar aquells convenis, a l'annexió a Grècia de les províncies de la Tessàlia i l'Epir. Ciutadà grec des de llavors, va ser elegit diputat per Arta al Parlament hel·lènic, ocupant des de llavors un lloc important com a orador parlamentari i com a polític a la seva pàtria, que el van portar a ocupar el ministeri d'Hisenda el 1890.
En les estones que li deixaven lliures la política, seguia dedicant-se als treballs arqueològics, que van ser l'afició de tota la seva vida, emprenent una sèrie de fructuoses excavacions a les seves vastes propietats de l'Epir que van donar per resultat del descobriment de les ruïnes de Dodona, a Tcharakovista, on va trobar interessants objectes, part dels quals va exposar al Trocadero de París (1878).

## Càrrecs
Fou membre corresponent de la Sociètè des Antiquaires de France, del Institut Arqueològic de Berlín i de la Academie des Baux Arts de París (1881). Va publicar Dodone et ses ruines (París, 1878).